# Julián Barrio Barrio
Julián Barrio Barrio (Manganeses de la Polvorosa, 15 de agosto de 1946) é um prelado espanhol da Igreja Católica, arcebispo emérito de Santiago de Compostela.

## Biografia

### Formação e presbiterado
Estudou Humanidades e Filosofia no Seminário Diocesano de Astorga. É licenciado em Teologia pela Universidade de Salamanca (1971), doutor em História da Igreja pela Pontifícia Universidade Gregoriana de Roma (1976) e licenciado em Filosofia e Letras, Seção de Geografia e História, pela Universidade de Oviedo (1979).
Foi ordenado padre em 4 de julho de 1971, por Antonio Briva Mirabent, bispo de Astorga.
Foi bibliotecário do Instituto Histórico Espanhol, junto à Igreja Nacional Espanhola de Santiago y Montserrat, em Roma, onde foi bolsista. Foi também Secretário de Estudos e Vice-Reitor do Seminário Superior Diocesano de Astorga (1978-80).
Foi Reitor do Seminário Maior Diocesano e Diretor do Centro de Estudos Eclesiásticos do Seminário de Astorga entre 1980 e 1992 e professor de História Eclesiástica no Seminário Maior e de História Espanhola no Seminário Menor (1980-1992).
Por outro lado, trabalhou como professor da UNED na seção delegada de Valdeorras (1991-93) e foi membro do Conselho Nacional de Reitores do Seminário (1982-1985) e do Conselho de Consultores do Bispo de Astorga. Além disso, do Secretário do Conselho Pastoral Diocesano da diocese de Astorga (1991-1992).

### Episcopado
Foi nomeado pelo Papa João Paulo II como bispo auxiliar de Santiago de Compostela em 31 de dezembro de 1992, coincidindo com o Jubileu Compostelano, sendo consagrado em 7 de fevereiro de 1993, como bispo titular de Sasabe, na Catedral de Santiago de Compostela, por Antonio María Rouco Varela, arcebispo compostelano, coadjuvado por Mario Tagliaferri, núncio apostólico na Espanha e por Antonio Briva Mirabent, bispo de Astorga.
Três anos depois, em 5 de janeiro de 1996, o Papa João Paulo II o nomeou Arcebispo de Santiago de Compostela e em 25 de fevereiro do mesmo ano fez sua entrada solene.
Na Conferência Episcopal Espanhola, é membro da Subcomissão Episcopal de Seminários e Universidades e membro da Comissão Permanente da CEE desde março de 2020.
Foi membro da Comissão Episcopal de Seminários e Universidades desde a Assembleia Plenária de março de 2017. Foi membro do Comitê Executivo de 2011 a 2017. Entre 2005 e 2011 foi Presidente da Comissão Episcopal para o Apostolado Secular e, de 1999 a 2005, da Comissão Episcopal para Seminários e Universidades.